# Bromhydrate
Un bromhydrate ou hydrobromate (de l'anglais) est un sel acide résultant, ou considéré comme résultant, de la réaction de l'acide bromhydrique avec une base organique (par exemple une amine). Les termes bromohydrure ou hydrobromure sont également employés dans ce sens.
Les amines et plus généralement les composés basiques et donc "hydrogénables" forment facilement des bromhydrates qui sont de fait des bromures de l'acide conjugué, par exemple, un bromure d'ammonium pour les amines.